# Зупче
Зупче је село које се налази на крајњем истоку општине Зубин Поток. Историјски и географски припада Ибарском Колашину. Једно је од често помињаних села на Косову и Метохији, пре свега од завршетка НАТО бомбардовања 1999. када је српско становништво остало да живи у овом селу упркос опасности и притисака од стране Албанских екстремиста.

## Географија

### Положај и карактеристике
Атар насеља се налази на територији катастарске општине Зупче површине 1.013 ha. Насеље је крајње колашинско село низ Ибар. Насеље је на пространим речним терасама при изласку Ибра из Варашког теснаца. Село се дели на засеоке (махале) које носе углавном имена по породицама које у њима живе: Радиће, Радојевиће, Вучиниће, Касаловиће и Кокорак. Граничи се са суседним селима Доње Вараге, Јагњеница и Прелез која су настањена етнички српским становништвом и Чабра и Кошутово, насељена албанским.
Иако је Косовска Митровица на свега 12 километара од села, пут је знатно дужи, јер је немогуће проћи кроз албанска села Кошутово и Жабаре, због сталних напада и каменовања албанских екстремиста. Зато се до Митровице иде путем који је принудно направљен до Звечана, преко веома високих успона, тако да је у зимским месецима кретање изузетно отежано.

### Хидрографија
Као што је већ речено кроз село протиче река Ибар. Заправо она протиче по природној граници села Зуче са суседним албанским селом Чабра. Ибар је у овом делу ширине 5–10 m, а дубина зависи од отпуста бране Газиводе. Вода је изузетно хладна са минималном температуром од 6 °C до максималних 17 °C. Вода из Ибра не може се користити за јавно снабдевање. Поред Ибра на ободу села у долини крај сеоске цркве протиче Зупчанска река, у домаћем становништву позната као Ријека. Ово је заправо поток који у летњим месецима често пресушује. Иначе у самом селу постоје извори из којег су се до скора снабдевале већина кућа.
Поред ових прородних вода кроз село пролазе и два канала. Један је у потпуности подземни и служи за флотацију комбината Трепче. Други је делимично откривен и то управо у селу Зупче у дужини од 1,5 km Основна намена овог канала је водоснабдевање Косовске Митровице и фабрике воде у Шипољу. Ипак локално становништво у мањим количинама користи воду за заливање обрадивих површина.

## Историја
Иако није улазило у састав колашинске кнежине, оно се помиње у Девичком катастигу као село у Колашину. Зупче је старо насеље, у Зупчанској реци су очуване зидине неког старијег насеља, поред којих су били остаци старе цркве коју је локално становништво обновило 1938. године. Историјски гледано фамилије овог села воде порекло из Црне Горе, али се не може тачно прецизирати место порекла. Препоставља се да се овде прва настанила фамилија Касаловић, негде после велике сеобе народа под вођством Арсенија III Чарнојевића (Црнојевића). У почетку је становништво живело у вишим деловима, а касније су се настанили у нижем брежуљкастом пределу где су и данас. За време Другог светског рата Зупче је стално било на удару Балиста, па је био присутан и велики егзодус становништва.
Пуно полемике око овог села било је 17. марта 2004. године после великог погрома српског становништва на Косову и Метохији. Као узрок немилих сцена, наводи се наводно дављење албанске деце из села Чабра у реци Ибар, који су наводно бежали испред српске деце. Међутим каснијом анализом дошло се до сазнања да је насиље спремано дуже времена и да није био уследило након спонтаног окупљања албанског народа у Косовској Митровици. Та чињеница може довести у питање и евентуални злочин у селу Чабра. Оно што је сигурно и поуздано тачно да је река Ибар тог дана била невероватно велика, односно да је пуштена брана Газиводе, тако да би и случајан пад у реку био фаталан.
Село је било у центру пажње јавности приликом покушаја албанских специјалних јединица „Росу“ да заузму граничне пунктове 26. јула 2011. Зупчани са мештанима села Вараге су зауставили колону приликом чега је дошло до оружаног обрауна. Након не испуњавања њихових захтева једини су наставили са тоталном блокадом пута.

## Демографија
Због повољног положаја у долини поред Ибра ово село је једно са највећим бројем становника у општини Зубин Поток. Има око 200 кућа. Становници се углавном баве пољопривредом. До бомбардовања 1999. године већи део становништва је радио у већим фабрикама попут Трепче у Звечану, али од тада комбинат Трепча не ради тако да је велики део становништва остао без посла. Иначе ту су најбројније три фамилије: Касаловићи, Радојевићи и Вучинићи. Насељено је искључиво српским становништвом.
Број становника на пописима:
- попис становништва 1948. године: 437
- попис становништва 1953. године: 500
- попис становништва 1961. године: 518
- попис становништва 1971. године: 507
- попис становништва 1981. године: 542
- попис становништва 1991. године: 532